# Psilus
Psilus is een geslacht van vliesvleugelige insecten uit de familie Diapriidae.

## Soorten
- P. acutangulus (Jansson, 1942)
- P. angulatus (Kieffer, 1906)
- P. brevicornis (Thomson, 1859)
- P. caecutiens (Marshall, 1867)
- P. claviger (Haliday, 1831)
- P. clypeatus (Thomson, 1859)
- P. colanii (Foerster, 1861)
- P. cornutus Panzer, 1801
- P. egregius (Herrich-Schäffer, 1840)
- P. foersteri (Kieffer, 1911)
- P. frontalis (Thomson, 1859)
- P. fuscipennis (Curtis, 1831)
- P. fuscipes (Kieffer, 1911)
- P. gracilicornis (Kieffer, 1911)
- P. graecus (Kieffer, 1911)
- P. herakleanus Szabó, 1977
- P. hungaricus Szabó, 1977
- P. integer (Kieffer, 1911)
- P. intermedius (Jansson, 1955)

- P. kerteszi (Kieffer, 1911)
- P. lapponicus (Thomson, 1859)
- P. obliquus (Thomson, 1859)
- P. parvulus (Kieffer, 1911)
- P. rufimanus (Kieffer, 1911)
- P. rufipes (Thomson, 1859)
- P. rufitarsis (Kieffer, 1911)
- P. subapterus (Thomson, 1859)
- P. submonilis (Kieffer, 1911)
- P. transsylvanicus Szabó, 1977
- P. walkeri (Kieffer, 1907)